# Grande puzza

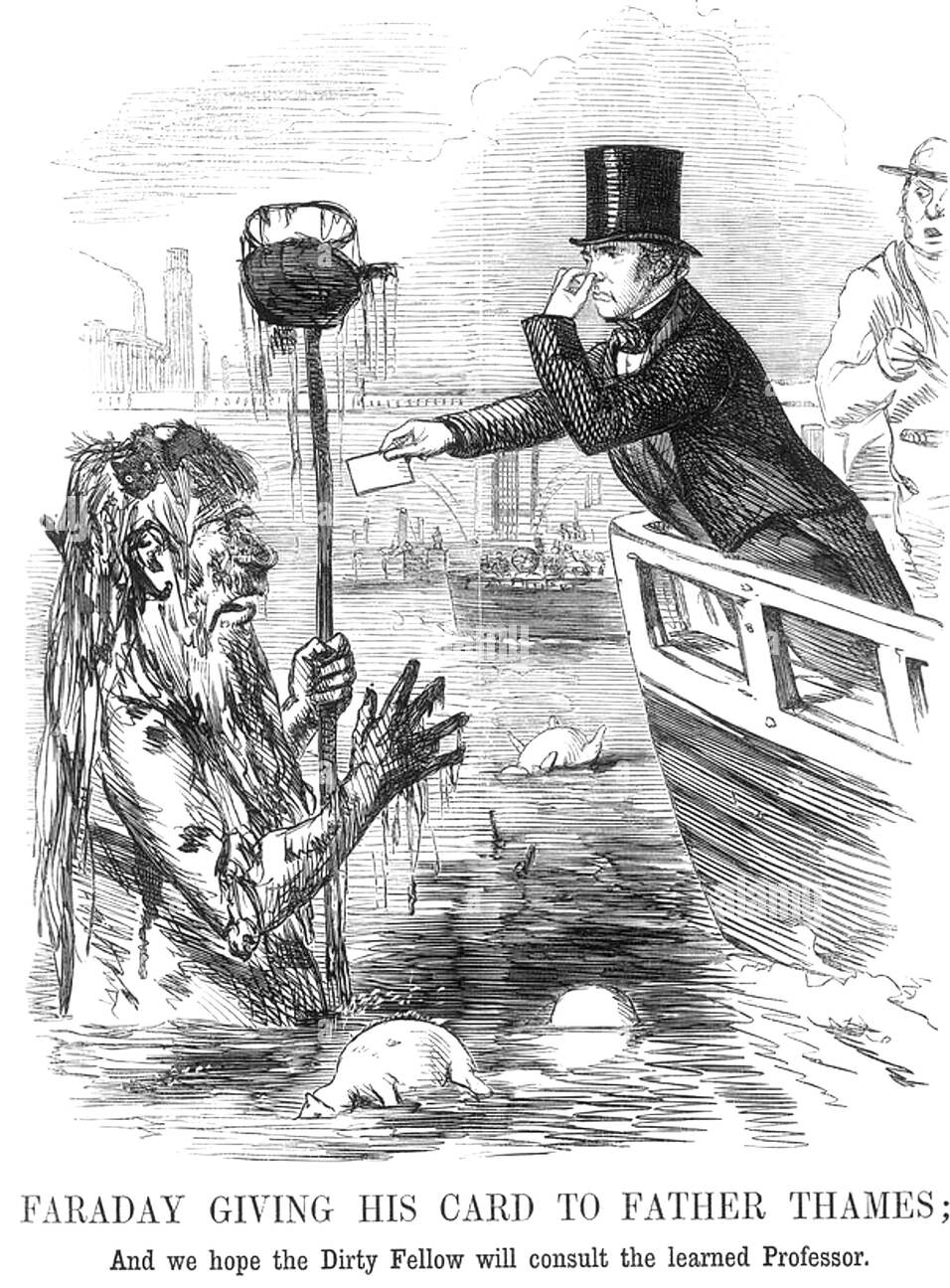
Michael Faraday dà il suo biglietto da visita al Padre Tamigi (Father Thames), caricatura riferita ad una lettera di Faraday sullo stato del fiume, pubblicata sul giornale The Times nel luglio 1855

La grande puzza o grande fetore (nell'originale inglese Great Stink) fu il fenomeno emerso a Londra nell'estate del 1858, quando il centro della capitale britannica fu colpito da un intenso odore di acque reflue non trattate di origine umana. Il suo impatto fu di portata sociale e politica tale da rimanere un importante episodio nella storia della città.

## Il contesto
A Londra lo smaltimento dei rifiuti era da sempre stato un problema.
I rifiuti solidi e liquidi umani, così come i prodotti di scarto delle case, venivano gettati direttamente nel Tamigi oppure sulla strada, da cui finivano nel fiume insieme all'acqua piovana. Già nel 1290 i Carmelitani avevano inviato al Parlamento un'interpellanza, affermando che i miasmi che provenivano dal fiume erano così intensi da coprire l'odore dell'incenso più acre acceso nella chiesa per tutto il giorno.
Nel 1427 venne insediata la prima commissione per le fogne cittadine ma, malgrado i buoni auspici iniziali, non riuscì a risolvere il problema e, anzi, è ricordata più che altro come luogo di corruzione ed inefficienza.
I londinesi erano comunque restii a modificare le loro abitudini, come testimonia lo scrittore Samuel Pepys nel suo famoso diario quando annota che la moglie si era fermata in una via affollata per espletare i propri bisogni, come d'altronde facevano tutti.
A mano a mano che la popolazione della città aumentava, il problema si acuiva sempre di più: la puzza divenne impossibile da evitare e rese estremamente disagevole la quotidianità nella capitale inglese.
Nel 1815 venne autorizzato lo scarico nel Tamigi dei rifiuti domestici attraverso le fogne  e, per diversi anni, le acque reflue furono sversate nel fiume. L'introduzione dello sciacquone, che sostituì i vasi da notte utilizzati fino a quel momento dalla maggior parte dei londinesi, contribuì ad acuire il problema aumentando notevolmente il volume di acqua e di rifiuti che venivano sversati nei pozzi neri esistenti.
Si deve considerare infatti che, prima della Grande Puzza, a Londra si contavano più di 200 000 pozzi neri. Dato che lo svuotamento di un pozzo nero costava uno scellino, una somma all'epoca assai elevata per il cittadino inglese medio, la maggior parte dei pozzi neri esistenti rimaneva non espurgata. Questo fatto aggiungeva fetore all'aria e, soprattutto, provocava straripamenti nelle condutture stradali, originariamente progettate per far defluire l'acqua piovana, ma, in realtà, utilizzate anche per gli scarichi di fabbriche, macelli ed altre attività che contaminavano la città prima di gettarsi nel Tamigi.

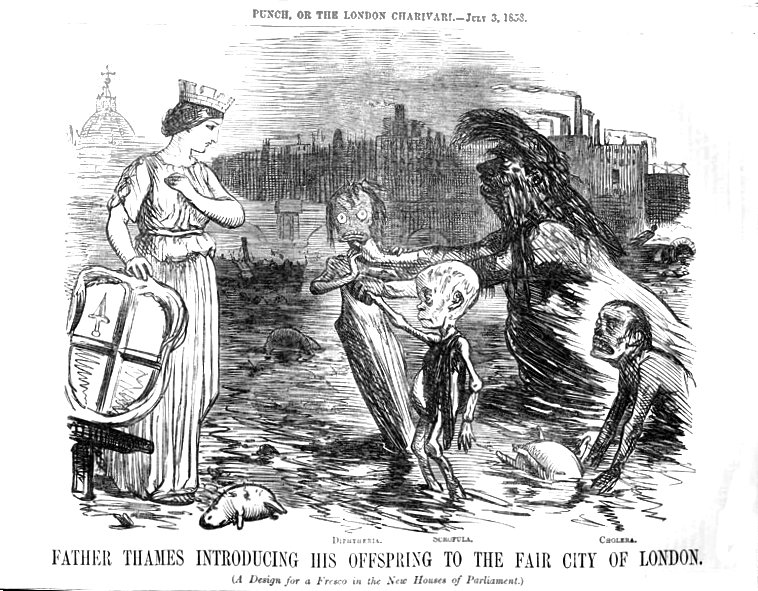
Il Padre Tamigi presenta la sua progenie alla bella città di Londra: difteria, scrofula e colera. Illustrazione da Punch Magazine, 1858.

### L'approvvigionamento idrico
Se il fiume era il principale collettore fognario di Londra, ne era anche la principale fonte di approvvigionamento idrico.
Fino al tardo XVI secolo, i cittadini di Londra si approvvigionavano d'acqua utilizzando pozzi poco profondi, prendendola direttamente dal fiume Tamigi o dai suoi affluenti, oppure usando una delle dozzine di sorgenti naturali esistenti, tra cui quella di Tyburn, collegata da un tubo in piombo alla grande cisterna detta Great Conduit, a Cheapside.
Al fine di impedire che l'acqua fosse estratta per fini commerciali o industriali non autorizzati, le autorità della città avevano nominato dei custodi delle condotte, i quali avrebbero dovuto garantire che specifiche categorie di utenti, come birrai, cuochi e pescivendoli, pagassero per l'acqua utilizzata.
I londinesi più agiati, che avevano la propria abitazione vicino ad una condotta, potevano ottenere il permesso per un collegamento diretto alle proprie case. Ciò, tuttavia, non impediva captazioni non autorizzate. Al contrario - e in particolare per le famiglie che non potevano avere un sistema a gravità - l'acqua veniva fornita da portatori d'acqua, o "cobs". Nel 1496 i "portatori d'acqua" formarono una propria corporazione chiamata The Brotherhood of St. Cristopher of the Waterbearers (in italiano "La fratellanza di San Cristoforo dei portatori d'acqua").
A partire dal XVI secolo, l'estrazione dell'acqua dal Tamigi divenne oggetto di un approccio più sistematico, e diversi progetti di ingegneria idraulica furono lanciati a tale scopo. Nel 1582, infatti, l'olandese Peter Morice affittò l'arco settentrionale del London Bridge e vi costruì una pompa idraulica che portava l'acqua dal Tamigi a vari luoghi di Londra. Altre pompe furono aggiunte nel 1584 e 1701, e rimasero in uso fino al 1822.

### Le epidemie
La captazione delle acque del Tamigi per gli usi domestici e la pessima situazione igienica generale fu causa di numerose epidemie, in particolare di colera e febbre tifoide.
Il colera, diffusosi in Inghilterra a partire dal 1832, era una patologia le cui cause non erano note. L'ipotesi più accreditata era la teoria miasmatica, che ipotizzava che esso si trasmettesse per via aerea. A causa del predominio della teoria miasmatica tra gli scienziati, la scoperta nel 1854 da parte di Filippo Pacini del Vibrio cholerae, il batterio causa della malattia, fu ignorata e si dovette attendere trent'anni prima della sua riscoperta fatta da Robert Koch.
Se il colera mieté numerose vittime in tutta l'Inghilterra (circa 14 000 su una popolazione di 1,7 milioni di abitanti), Londra fu particolarmente colpita, a causa dei fattori sopra descritti: nel periodo 1848-49, nella parte meridionale della città, si ebbe un'incidenza di 1,3 morti per mille abitanti, mentre la media di decessi al di fuori di tale zona fu di soli 0,37 morti ogni mille abitanti.
Il peggiorare della situazione igienica incentivò lo studio di piani per dotare la città di un adeguato sistema fognario, fra i quali quello progettato nel 1834 dal pittore John Martin, che pubblicò vari opuscoli e progetti di miglioramento urbano.
Nel 1848 venne adottato un approccio più organico al problema e, a partire dalla fusione dei diversi organismi locali che avevano competenza sulle fogne, fu fondata la Metropolitan Commission of Sewers (Commissione Metropolitana delle Fogne), che esaminò l'antiquato sistema fognario di Londra e iniziò a liberare la capitale dai pozzi neri.
Nel 1854 il medico londinese John Snow, studiando un'epidemia di colera localizzata a Soho, scoprì che la malattia era stata trasmessa da acqua contaminata da liquami, ma quest'idea non venne a lungo accettata dalla comunità scientifica del tempo.

## Il fenomeno

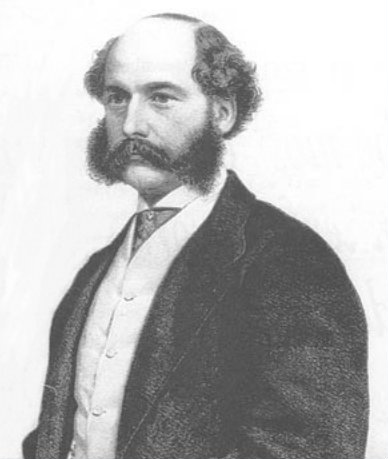
Sir Joseph Bazalgette

L'estate del 1858 fu insolitamente calda. A partire dal mese di giugno, il volume d'acqua trasportato dal Tamigi e dai suoi affluenti si ridusse notevolmente, tanto che gli escrementi finirono per occuparne la maggior parte del volume con un picco del problema intorno al 2 luglio. Il fiume non conteneva più molta acqua, ma trasportava lentamente escrementi umani ed animali, cadaveri di animali, visceri provenienti dai macelli, alimenti avariati e scarti industriali. Gli abitanti fuggivano dal fiume, nascondendo il volto dietro i fazzoletti. Il cancelliere dello Scacchiere Benjamin Disraeli descrisse il fiume come «una puzzolente pozza stigiana di ineffabile ed insopportabile orrore» (a Stygian pool reeking with ineffable and unbearable horror).
Il caldo favorì la proliferazione dei batteri e l'odore che ne risultò fu così intenso da sconvolgere persino le attività degli organi dello Stato.
Alla Camera dei Comuni, per consentire le sedute, si arrivò perfino a montare come contromisura delle tende imbevute di cloruro di calcio; i parlamentari dovettero essere spostati più a monte e trovarono posto ad Hampton Court; il Palazzo di Giustizia fu evacuato a Oxford e St Albans.
La crisi si risolse grazie ad una pioggia battente, che mise fine alla calura e all'umidità estive.
Tuttavia, la Camera dei Comuni selezionò un comitato che fu incaricato di redigere una relazione sulla puzza e di suggerire come risolvere definitivamente la questione.

## Conseguenze
Il compito di risolvere il problema fu affidato al Metropolitan Board of Works, che aveva sostituito nel 1854 la vecchia e inefficace Commission of Sewers.
Dopo aver respinto molti schemi per il «misericordioso abbattimento dell'epidemia che ha devastato la Metropoli», nel 1859 il Board decise di implementare il sistema di fognature proposto dal suo capo ingegnere, Joseph Bazalgette.
Lo scopo di questo costoso progetto era quello di risolvere l'epidemia di colera, eliminando la puzza che, coerentemente a quanto asserito dalla teoria miasmatica, si credeva ne fosse la causa.
Nei successivi sei anni, furono creati gli elementi principali del sistema fognario di Londra, e la "Grande Puzza" divenne un ricordo. Come conseguenza involontaria, la rete idrica cessò di essere contaminata, e l'epidemia di colera si risolse.
Nonostante il nuovo sistema fognario fosse in funzione e garantisse gradualmente acqua di sempre migliore qualità, nel 1860 una nuova epidemia di colera colpì Londra, imperversando soprattutto nella zona est della città. Nel 1867 l'inchiesta del capitano Tyler del Railway Inspectorate dimostrò che alla base dell'epidemia vi era il fiume inquinato Lea, che entrava nei serbatoi della "East London Water Company". L'origine idrica della patologia fu dimostrata oltre ogni ragionevole dubbio quando, eliminando la fonte di inquinamento, questa ulteriore epidemia di colera nella capitale inglese fu debellata.

### Nuove invenzioni
Oltre ad essere all'origine della costruzione di un moderno sistema di fognature a Londra, la Grande Puzza e le concomitanti epidemie stimolarono anche nuove invenzioni in campo sanitario. Ad esempio, Henry Moule, un pastore della Chiesa Anglicana, vide un legame tra le condizioni di igiene e l'espansione della malattia e rivolse la sua attenzione alle scienze sanitarie. Nel 1859 egli sviluppò il cosiddetto "gabinetto a terra asciutta", brevettandolo nel 1860. Il suo sistema fu adottato nelle case private, nei distretti rurali, nei campi militari, in molti ospedali e nel British Raj.

## Lavori relativi alle acque reflue

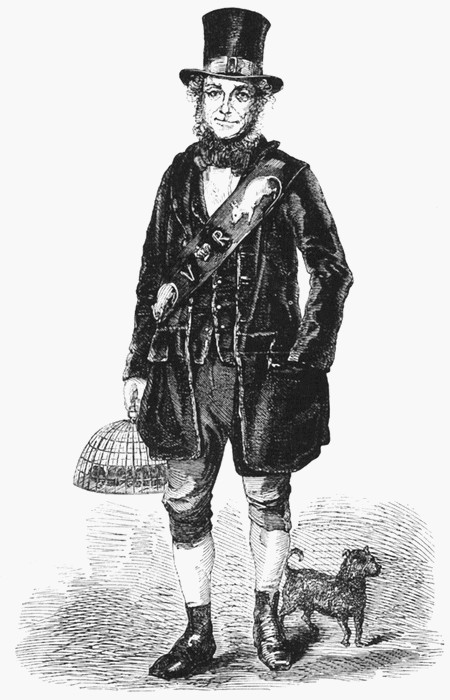
Jack Black, il re degli acchiapparatti, illustrazione dal volume London Labour and the London Poor, 1851

Le particolari condizioni in cui versava il sistema igienico-sanitario di Londra consentì la nascita di una serie di lavori, oggi non più esistenti, connessi alla manutenzione e allo sfruttamento delle fogne. Tutte queste occupazioni erano considerate proprie delle classi sociali più basse, e il loro studio consente di tracciare un interessante e crudo spaccato della vita urbana londinese nel XIX secolo.
- Toshers ovvero estirpatori, scavavano nelle fogne alla ricerca di qualcosa di valore, contribuendo a facilitare il flusso nelle reti fognarie attraverso la rimozione di elementi di piccole dimensioni. Spesso intere famiglie lavoravano come toshers. Ciò dava loro una certa immunità alle malattie legate all'inquinamento idrico.[12]
- Mudlarks cioè allodole del fango, così chiamati perché scavavano nel fango del Tamigi e di altri fiumi. Erano in genere bambini che recuperavano piccoli oggetti e li vendevano per piccole somme.[13]
- Nightsoils: rimuovevano rifiuti umani ed animali dalle case di Londra e dalle aziende agricole fuori città, per usarle come concime. Tuttavia, come conseguenza dell'espansione urbana le fattorie diminuirono e divennero sempre più lontane dalla città, tanto che un contadino avrebbe dovuto pagare 2 scellini e 6 pence per il letame. Il commercio cessò quasi del tutto nel 1870, quando si resero disponibili dal Sud America i depositi di guano aviario, più a buon mercato. Ciò fece aumentare enormemente lo scarico di rifiuti in strada, e il loro sversamento nel Tamigi attraverso le fogne[12].
- Flushermen ovvero dilavatori, erano impiegati della Court of Sewers, incaricati di "lavare via" letteralmente i rifiuti e tutto ciò che avrebbe potuto bloccare il flusso di acqua nel nuovo sistema fognario. Henry Mayhew descrive l'aspetto dei flushermen nel libro London Labour and the London Poor:

(Mayhew)
- Rat-catchers: gli acchiapparatti erano assunti dal Comune per catturare i ratti che vivevano nel sistema fognario sotterraneo, al fine di prevenire la diffusione di malattie. Questi cacciatori di ratti erano pagati poco, ma il loro lavoro contribuì enormemente alla prevenzione delle malattie sia durante sia dopo la Grande Puzza[12].